# Seznam dílů seriálu Ally McBealová
Toto je seznam dílů seriálu Ally McBealová. Seriál odvysílal 112 dílů.

## Přehled řad
| Řada | Díly | Premiéra v USA | Premiéra v USA  | Premiéra v ČR   | Premiéra v ČR      |
| Řada | Díly | První díl      | Poslední díl    | První díl       | Poslední díl       |
| ---- | ---- | -------------- | --------------- | --------------- | ------------------ |
| 1    | 23   | 8. září 1997   | 18. května 1998 | 8. ledna 2000   | 10. června 2000    |
| 2    | 23   | 14. září 1998  | 24. května 1999 | 14. června 2000 | 7. prosince 2000   |
| 3    | 21   | 25. října 1999 | 22. května 2000 | 2. ledna 2001   | 29. května 2001    |
| 4    | 23   | 12. října 2000 | 21. května 2001 | 5. června 2001  | 13. listopadu 2001 |
| 5    | 22   | 29. října 2001 | 20. května 2002 | 7. září 2007    | 1. února 2008      |

## Seznam dílů

### První řada (1997–1998)
| Č. v seriálu | Č. v řadě | Původní název          | Český název            | Režie             | Scénář                                                        | Premiéra v USA     | Premiéra v ČR   |
| ------------ | --------- | ---------------------- | ---------------------- | ----------------- | ------------------------------------------------------------- | ------------------ | --------------- |
| 1            | 1         | Pilot                  | Pilot Ally McBealová   | James Frawley     | David E. Kelley                                               | 8. září 1997       | 8. ledna 2000   |
| 2            | 2         | Compromising Positions | Nebezpečné situace     | Jonathan Pontell  | David E. Kelley                                               | 15. září 1997      | 15. ledna 2000  |
| 3            | 3         | The Kiss               | Polibek                | Dennie Gordon     | David E. Kelley                                               | 22. září 1997      | 22. ledna 2000  |
| 4            | 4         | The Affair             | Románek                | Arlene Sanford    | David E. Kelley                                               | 29. září 1997      | 29. ledna 2000  |
| 5            | 5         | One Hundred Tears Away | Vyplakané slzy         | Sandy Smolan      | David E. Kelley                                               | 20. října 1997     | 5. února 2000   |
| 6            | 6         | The Promise            | Sliby                  | Victoria Hochberg | David E. Kelley                                               | 27. října 1997     | 12. února 2000  |
| 7            | 7         | The Attitude           | Změna přístupu         | Michael Schultz   | David E. Kelley                                               | 3. listopadu 1997  | 19. února 2000  |
| 8            | 8         | Drawing the Lines      | Jsou určité hranice    | Mel Damski        | David E. Kelley                                               | 10. listopadu 1997 | 26. února 2000  |
| 9            | 9         | The Dirty Joke         | Drsný vtip             | Dan Attias        | David E. Kelley                                               | 17. listopadu 1997 | 4. března 2000  |
| 10           | 10        | Boy To The World       | Buď světu andělem      | Thomas Schlamme   | David E. Kelley                                               | 1. prosince 1997   | 11. března 2000 |
| 11           | 11        | Silver Bells           | Stříbrné zvonky        | Joe Napolitano    | David E. Kelley                                               | 15. prosince 1997  | 18. března 2000 |
| 12           | 12        | Cro-Magnon             | Člověk kromaňonský     | Allan Arkush      | David E. Kelley                                               | 5. ledna 1998      | 25. března 2000 |
| 13           | 13        | The Blame Game         | Ve znamení viny        | Sandy Smolan      | David E. Kelley                                               | 19. ledna 1998     | 1. dubna 2000   |
| 14           | 14        | Body Language          | Řeč těla               | Mel Damski        | David E. Kelley, Nicole Yorkin a Dawn Prestwich               | 2. února 1998      | 8. dubna 2000   |
| 15           | 15        | Once In A Lifetime     | Jedenkrát za život     | Elodie Keene      | námět: David E. Kelley scénář: David E. Kelley a Jeff Pinkner | 23. února 1998     | 15. dubna 2000  |
| 16           | 16        | Forbidden Fruits       | Zakázané ovoce         | Jeremy Kagan      | David E. Kelley                                               | 2. března 1998     | 22. dubna 2000  |
| 17           | 17        | Theme of Life          | Osobní téma            | Dennie Gordon     | David E. Kelley                                               | 9. března 1998     | 29. ledna 2000  |
| 18           | 18        | The Playing Field      | Kolbiště               | Jonathan Pontell  | David E. Kelley                                               | 16. března 1998    | 6. května 2000  |
| 19           | 19        | Happy Birthday Baby    | Všechno nejlepší, Ally | Thomas Schlamme   | David E. Kelley                                               | 6. dubna 1998      | 13. května 2000 |
| 20           | 20        | The Inmates            | Pacienti               | Michael Schultz   | David E. Kelley                                               | 27. dubna 1998     | 20. května 2000 |
| 21           | 21        | Being There            | Přátelé                | Mel Damski        | David E. Kelley                                               | 4. května 1998     | 27. května 2000 |
| 22           | 22        | Alone Again            | Opět sama              | Dennis Dugan      | David E. Kelley                                               | 11. května 1998    | 3. června 2000  |
| 23           | 23        | These Are The Days     | Báječné časy           | Jonathan Pontell  | David E. Kelley                                               | 18. května 1998    | 10. června 2000 |

### Druhá řada (1998–1999)
| Č. v seriálu | Č. v řadě | Původní název                | Český název            | Režie            | Scénář                          | Premiéra v USA     | Premiéra v ČR      |
| ------------ | --------- | ---------------------------- | ---------------------- | ---------------- | ------------------------------- | ------------------ | ------------------ |
| 24           | 1         | The Real World               | Opravdový svět         | Jonathan Pontell | David E. Kelley                 | 14. září 1998      | 14. června 2000    |
| 25           | 2         | They Eat Horses, Don't They? | Koně se také jedí      | Mel Damski       | David E. Kelley                 | 21. září 1998      | 5. července 2000   |
| 26           | 3         | Fool's Night Out             | Pozvání na večeři      | Peter MacNicol   | David E. Kelley                 | 28. září 1998      | 12. července 2000  |
| 27           | 4         | It's My Party                | Večírek                | Jace Alexander   | David E. Kelley                 | 19. října 1998     | 19. července 2000  |
| 28           | 5         | The Story of Love            | Příběh lásky           | Tom Moore        | David E. Kelley                 | 26. října 1998     | 26. července 2000  |
| 29           | 6         | World's Without Love         | Svět bez lásky         | Arvin Brown      | David E. Kelley                 | 2. listopadu 1998  | 2. srpna 2000      |
| 30           | 7         | Happy Trails                 | Šťastné vzpomínky      | Jonathan Pontell | David E. Kelley                 | 9. listopadu 1998  | 9. srpna 2000      |
| 31           | 8         | Just Looking                 | Co kdyby...            | Vincent Misiano  | David E. Kelley a Shelly Landau | 16. listopadu 1998 | 16. srpna 2000     |
| 32           | 9         | You Never Can Tell           | To nemůžeš nikdy vědět | Adam Nimoy       | David E. Kelley                 | 23. listopadu 1998 | 23. srpna 2000     |
| 33           | 10        | Making Spirits Bright        | Vánoční nálada         | Peter MacNicol   | David E. Kelley                 | 14. prosince 1998  | 30. srpna 2000     |
| 34           | 11        | In Dreams                    | Vysněný život          | Alex Graves      | David E. Kelley                 | 11. ledna 1999     | 7. září 2000       |
| 35           | 12        | Love Unlimited               | Láska bez hranic       | Dennie Gordon    | David E. Kelley                 | 18. ledna 1999     | 14. září 2000      |
| 36           | 13        | Angels And Blimps            | Andělé a balony        | Mel Damski       | David E. Kelley                 | 8. února 1999      | 21. září 2000      |
| 37           | 14        | Pyramids On The Nile         | Pyramidy na Nilu       | Elodie Keane     | David E. Kelley                 | 15. února 1999     | 28. září 2000      |
| 38           | 15        | Sideshow                     | Fraška                 | Alex Graves      | David E. Kelley                 | 22. února 1999     | 5. října 2000      |
| 39           | 16        | Sex, Lies, And Politics      | Sex, lži a politika    | Arlene Sanford   | David E. Kelley                 | 1. března 1999     | 12. října 2000     |
| 40           | 17        | Civil Wars                   | Občanská válka         | Billy Dickson    | David E. Kelley                 | 5. dubna 1999      | 26. října 2000     |
| 41           | 18        | Those Lips, That Hand        | Právníci a ruka        | Arlene Sanford   | David E. Kelley                 | 19. dubna 1999     | 2. listopadu 2000  |
| 42           | 19        | Let's Dance                  | Na parket              | Ben Lewin        | David E. Kelley                 | 26. dubna 1999     | 9. listopadu 2000  |
| 43           | 20        | Only The Lonely              | Samotáři               | Vincent Misiano  | David E. Kelley                 | 3. května 1999     | 16. listopadu 2000 |
| 44           | 21        | The Green Monster            | Žárlivost              | Michael Schultz  | David E. Kelley                 | 10. května 1999    | 23. listopadu 2000 |
| 45           | 22        | Love's Illusions             | Iluze lásky            | Allan Arkush     | David E. Kelley                 | 17. května 1999    | 30. listopadu 2000 |
| 46           | 23        | I Know Him By Heart          | Znám ho nazpaměť       | Jonathan Pontell | David E. Kelley                 | 24. května 1999    | 7. prosince 2000   |

### Třetí řada (1999–2000)
| Č. v seriálu | Č. v řadě | Původní název                    | Český název             | Režie            | Scénář                                                       | Premiéra v USA     | Premiéra v ČR   |
| ------------ | --------- | -------------------------------- | ----------------------- | ---------------- | ------------------------------------------------------------ | ------------------ | --------------- |
| 47           | 1         | Car Wash                         | Myčka                   | Bill Dickson     | David E. Kelley                                              | 25. října 1999     | 2. ledna 2001   |
| 48           | 2         | Buried Pleasures                 | Pohřbené radosti        | Mel Damski       | David E. Kelley                                              | 1. listopadu 1999  | 9. ledna 2001   |
| 49           | 3         | Seeing Green                     | Greena viděti           | Peter MacNicol   | David E. Kelley                                              | 8. listopadu 1999  | 16. ledna 2001  |
| 50           | 4         | Heat Wave                        | Ve víru vášní           | Alex Graves      | David E. Kelley                                              | 15. listopadu 1999 | 23. ledna 2001  |
| 51           | 5         | Troubled Water                   | Rozbouřené vody         | Joanna Kerns     | David E. Kelley                                              | 22. listopadu 1999 | 30. ledna 2001  |
| 52           | 6         | Changes                          | Změna je život          | Arlene Sanford   | David E. Kelley                                              | 29. listopadu 1999 | 6. února 2001   |
| 53           | 7         | Saving Santa                     | Zachraňte Santa Clause! | Rachel Talalay   | David E. Kelley                                              | 13. prosince 1999  | 13. února 2001  |
| 54           | 8         | Blue Christmas                   | Smutné Vánoce           | Jonathan Pontell | David E. Kelley                                              | 20. prosince 1999  | 20. února 2001  |
| 55           | 9         | Out in the Cold                  | Život na mrazu          | Dennie Gordon    | námět: David E. Kelley scénář: David E. Kelley a Josh Caplan | 10. ledna 2000     | 27. února 2001  |
| 56           | 10        | Just Friends                     | Jen přátelé             | Michael Schultz  | David E. Kelley                                              | 17. ledna 2000     | 6. března 2001  |
| 57           | 11        | Over the Rainbow                 | Za tou duhou            | Alan Myerson     | David E. Kelley                                              | 7. února 2000      | 13. března 2001 |
| 58           | 12        | In Search of Pygmies             | Pygmejové útočí         | Arvin Brown      | námět: David E. Kelley scénář: David E. Kelley a Josh Caplan | 14. února 2000     | 20. března 2001 |
| 59           | 13        | Pursuit of Loneliness            | Hon na samotu           | Jonathan Pontell | David E. Kelley                                              | 21. února 2000     | 27. března 2001 |
| 60           | 14        | The Oddball Parade               | Přehlídka podivínů      | Bryan Gordon     | David E. Kelley                                              | 28. února 2000     | 3. dubna 2001   |
| 61           | 15        | Prime Suspect                    | Hlavní podezřelý        | Rachel Talalay   | David E. Kelley                                              | 20. března 2000    | 10. dubna 2001  |
| 62           | 16        | Boy Next Door                    | Silnější než smrt       | Jack Bender      | David E. Kelley                                              | 27. března 2000    | 17. dubna 2001  |
| 63           | 17        | I Will Survive                   | Já to přežiju           | Barnet Kellman   | David E. Kelley                                              | 17. dubna 2000     | 24. dubna 2001  |
| 64           | 18        | Turning Thirty                   | Je mi třicet            | Jeannot Szwarc   | David E. Kelley a Jill Goldsmith                             | 1. května 2000     | 1. května 2001  |
| 65           | 19        | Do You Wanna Dance?              | Chceš si zatančit?      | Michael Lange    | David E. Kelley                                              | 8. května 2000     | 15. května 2001 |
| 66           | 20        | Hope and Glory                   | Naděje a sláva          | Mel Damski       | David E. Kelley                                              | 15. května 2000    | 22. května 2001 |
| 67           | 21        | Ally McBeal: The Musical, Almost | Muzikál                 | Bill D'Elia      | David E. Kelley                                              | 22. května 2000    | 29. května 2001 |

### Čtvrtá řada (2000–2001)
| Č. v seriálu | Č. v řadě | Původní název                  | Český název                  | Režie           | Scénář                                                                              | Premiéra v USA     | Premiéra v ČR      |
| ------------ | --------- | ------------------------------ | ---------------------------- | --------------- | ----------------------------------------------------------------------------------- | ------------------ | ------------------ |
| 68           | 1         | Sex, Lies and Second Thoughts  | Sex, lži a těžké rozhodování | Bill D'Elia     | David E. Kelley                                                                     | 23. října 2000     | 5. června 2001     |
| 69           | 2         | Girls' Night Out               | Dámská jízda                 | Jeannot Szwarc  | David E. Kelley                                                                     | 30. října 2000     | 12. června 2001    |
| 70           | 3         | Two's a Crowd                  | Třetí je navíc               | Rachel Talalay  | David E. Kelley                                                                     | 6. listopadu 2000  | 19. června 2001    |
| 71           | 4         | Without a Net                  | Bez záchranné sítě           | Mel Damski      | David E. Kelley                                                                     | 13. listopadu 2000 | 26. června 2001    |
| 72           | 5         | The Last Virgin                | Poslední panna               | Bill D'Elia     | David E. Kelley                                                                     | 20. listopadu 2000 | 3. července 2001   |
| 73           | 6         | Tis the Season                 | Vánoce přicházejí            | Arlene Sanford  | David E. Kelley                                                                     | 27. listopadu 2000 | 10. července 2001  |
| 74           | 7         | Love on Holiday                | Láska o prázdninách          | Bethany Rooney  | námět: David E. Kelley scénář: David E. Kelley, Alicia Martin a Barb Mackintosh     | 4. prosince 2000   | 17. července 2001  |
| 75           | 8         | The Man with the Bag           | Santa Claus                  | Billy Dickson   | David E. Kelley                                                                     | 11. prosince 2000  | 24. července 2001  |
| 76           | 9         | Reason to Believe              | Dospět k přesvědčení         | Ron Lagomarsino | David E. Kelley                                                                     | 8. ledna 2001      | 31. července 2001  |
| 77           | 10        | The Ex-Files                   | Akta Ex                      | Jack Bender     | David E. Kelley                                                                     | 15. ledna 2001     | 7. srpna 2001      |
| 78           | 11        | Mr. Bo                         | Pan Bo                       | Michael Schultz | David E. Kelley                                                                     | 22. ledna 2001     | 14. srpna 2001     |
| 79           | 12        | Hats Off to Larry              | Klobouk dolů před Larrym     | Jeannot Szwarc  | námět: David E. Kelley scénář: David E. Kelley, Melissa Rosenberg a Barb Mackintosh | 5. února 2001      | 21. srpna 2001     |
| 80           | 13        | Reach Out And Touch            | Stačí se dotknout            | Kenny Ortega    | David E. Kelley                                                                     | 12. února 2001     | 28. srpna 2001     |
| 81           | 14        | Boys Town                      | Město chlapů                 | David Grossman  | David E. Kelley                                                                     | 19. února 2001     | 4. září 2001       |
| 82           | 15        | Falling Up                     | Vzlety a pády                | Oz Scott        | David E. Kelley                                                                     | 26. února 2001     | 18. září 2001      |
| 83           | 16        | The Getaway                    | Dovolená                     | Bill D'Elia     | David E. Kelley                                                                     | 19. března 2001    | 25. září 2001      |
| 84           | 17        | The Pursuit of Unhappiness     | Cesta za štěstím             | Kenny Ortega    | námět: David E. Kelley scénář: David E. Kelley, Kerry Lenhart & John J. Sakmar      | 26. března 2001    | 2. října 2001      |
| 85           | 18        | The Obstacle Course            | Překážková dráha             | Joanna Kerns    | David E. Kelley a Kayla Alpert                                                      | 16. dubna 2001     | 9. října 2001      |
| 86           | 19        | In Search of Barry White       | Hledání Barryho Whitea       | Adam Arkin      | David E. Kelley                                                                     | 23. dubna 2001     | 16. října 2001     |
| 87           | 20        | Cloudy Skies, Chance of Parade | Stahují se mračna            | Billy Dickson   | David E. Kelley                                                                     | 30. dubna 2001     | 23. října 2001     |
| 88           | 21        | Queen Bee                      | Včelí královna               | Bethany Rooney  | David E. Kelley                                                                     | 7. května 2001     | 30. října 2001     |
| 89           | 22        | Home Again                     | Zpátky doma                  | Michael Schultz | David E. Kelley                                                                     | 14. května 2001    | 6. listopadu 2001  |
| 90           | 23        | The Wedding                    | Svatba                       | Bill D'Elia     | David E. Kelley                                                                     | 21. května 2001    | 13. listopadu 2001 |

### Pátá řada (2001–2002)
| Č. v seriálu | Č. v řadě | Původní název                     | Český název                | Režie                           | Scénář                                                                                               | Premiéra v USA     | Premiéra v ČR                       |
| ------------ | --------- | --------------------------------- | -------------------------- | ------------------------------- | --- | ------------------ | ----------------------------------- |
| 91           | 1         | Friends and Lovers                | Přátelé a milenci          | Bill D'Elia                     | David E. Kelley                                                                                      | 29. října 2001     | 7. září 2007                        |
| 92           | 2         | Judge Ling                        | Soudkyně Ling              | Oz Scott                        | David E. Kelley                                                                                      | 5. listopadu 2001  | 14. září 2007                       |
| 93           | 3         | Neutral Corners                   | Bezpečná vzdálenost        | Arvin Brown                     | David E. Kelley                                                                                      | 12. listopadu 2001 | 21. září 2007                       |
| 94           | 4         | Fear of Flirting                  | Strach z flirtování        | Greg Germann                    | David E. Kelley, Constance M. Burge a Roberto Benabib                                                | 19. listopadu 2001 | 28. září 2007                       |
| 95           | 5         | I Want Love                       | Chci lásku                 | Michael Schultz                 | David E. Kelley                                                                                      | 26. listopadu 2001 | 5. října 2007                       |
| 96           | 6         | Lost and Found                    | Ztráty a nálezy            | Mel Damski                      | námět: David E. Kelley scénář: David E. Kelley a Peter Blake                                         | 3. prosince 2001   | 12. října 2007                      |
| 97           | 7         | Nine One One                      | Tísňové volání             | Billy Dickson                   | David E. Kelley                                                                                      | 10. prosince 2001  | 19. října 2007                      |
| 98           | 8         | Playing with Matches              | Hrátky s floutky           | David Semel                     | námět: David E. Kelley scénář: David E. Kelley, Constance M. Burge a Roberto Benabib                 | 7. ledna 2002      | 26. října 2007                      |
| 99           | 9         | Blowin' in the Wind               | Vítr to ví                 | Rachel Talalay                  | Constance M. Burge, Roberto Benabib a Cindy Lichtman                                                 | 14. ledna 2002     | 2. listopadu 2007                   |
| 100          | 10        | One Hundred Tears                 | Řeka slz                   | Bill D'Elia                     | David E. Kelley                                                                                      | 21. ledna 2002     | 9. listopadu 2007                   |
| 101          | 11        | A Kick in the Head                | Kopanec do hlavy           | David Grossman a Jeannot Szwarc | David E. Kelley                                                                                      | 4. února 2002      | 16. listopadu 2007                  |
| 102          | 12        | The New Day                       | Nové časy                  | Bethany Rooney                  | David E. Kelley                                                                                      | 11. února 2002     | 23. listopadu 2007                  |
| 103          | 13        | Woman                             | Ženská                     | Jeannot Szwarc                  | David E. Kelley                                                                                      | 18. února 2002     | 30. listopadu 2007                  |
| 104          | 14        | Homecoming                        | Setkání po letech          | Billy Dickson                   | námět: David E. Kelley scénář: David E. Kelley, Constance M. Burge a Roberto Benabib                 | 25. února 2002     | 7. prosince 2007                    |
| 105          | 15        | Heart and Soul                    | Srdce a duše               | Steve Gomer                     | David E. Kelley                                                                                      | 4. března 2002     | 14. prosince 2007                   |
| 106/107      | 16/17     | Love is All Around                | Láska je všudypřítomná     | Arlene Sanford                  | námět: David E. Kelley scénář: David E. Kelley, Constance M. Burge, Roberto Benabib a Cindy Lichtman | 15. dubna 2002     | 21. prosince 2007 28. prosince 2007 |
| 108          | 18        | Tom Dooley                        | Tom Dooley                 | Sarah Pia Anderson              | David E. Kelley                                                                                      | 22. dubna 2002     | 4. ledna 2008                       |
| 109          | 19        | Another One Bites the Dust        | Další půjde z kola ven     | Kenny Ortega                    | námět: David E. Kelley scénář: David E. Kelley, Constance M. Burge a Roberto Benabib                 | 29. dubna 2002     | 11. ledna 2008                      |
| 110          | 20        | What I'll Never Do for Love Again | Už žádných obětí pro lásku | Billy Dickson                   | David E. Kelley                                                                                      | 6. května 2002     | 18. ledna 2008                      |
| 111          | 21        | All of Me                         | Já a mé druhé já           | Bethany Rooney                  | David E. Kelley a Peter MacNicol                                                                     | 13. května 2002    | 25. ledna 2008                      |
| 112          | 22        | Bygones                           | Popojedem                  | Bill D'Elia                     | David E. Kelley                                                                                      | 20. května 2002    | 1. února 2008                       |

## Speciál
| Řada | Název                          | Český název                    | Premiéra v USA  | Premiéra v ČR  | Původní pořadí |
| ---- | ------------------------------ | ------------------------------ | --------------- | -------------- | -------------- |
| 2    | Life and Trials of Ally McBeal | Život a strasti Ally McBealové | 22. března 1999 | 19. října 2000 | po dílu 2x16   |